# Millinocket
Millinocket är en kommun (town) i Penobscot County i delstaten Maine i  USA. Kommunen har 5 203 invånare (2000). Den har enligt United States Census Bureau en area på totalt 47,4 km² varav 6,2 km² är vatten.  